# Ekstraklasa islandzka w hokeju na lodzie (2016/2017)
Sezon ekstraklasy islandzkiej rozegrany został na przełomie 2016 i 2017 roku. Był to 26. sezon rozgrywek o Mistrzostwo Islandii w hokeju na lodzie. W rozgrywkach wzięły udział 4 zespoły.

## Sezon zasadniczy
Sezon zasadniczy rozpoczął się 20 września 2016 roku, a zakończył 14 marca 2017 roku. Uczestniczyły w nim 4 drużyny, które rozegrały po 24 spotkania. Dwie pierwsze drużyny awansowały do finału w którym rywalizowały o mistrzostwo Islandii.
| Poz. | Drużyna                 | M  | Pkt. | Z  | ZpD | PpD | P  | G+  | G-  | +/- |
| ---- | ----------------------- | -- | ---- | -- | --- | --- | -- | --- | --- | --- |
| 1    | Esja UMFK Reykjavík     | 24 | 63   | 18 | 4   | 1   | 1  | 138 | 73  | +65 |
| 2    | Skautafélag Akureyrar   | 24 | 36   | 10 | 2   | 2   | 10 | 106 | 101 | +5  |
| 3    | Björninn                | 24 | 34   | 9  | 2   | 3   | 10 | 111 | 85  | +26 |
| 4    | Skautafélag Reykjavíkur | 24 | 11   | 3  | 0   | 2   | 19 | 73  | 169 | -96 |

- = Awans do finału

## Finał
Mecze finałowe rozpoczęły się 21 marca 2017 roku, a zakończyły 25 marca 2017 roku. Uczestniczyły w nich dwie najlepsze drużyny sezonu zasadniczego. 
Finał rozgrywany był w formule do trzech zwycięstw według schematu: 1-1-1-1-1 (co oznacza, że klub wyżej rozstawiony rozgrywał w roli gospodarza mecze nr 1., 3., oraz ewentualnie 5.). Niżej rozstawiona drużyna rozgrywała w swojej hali mecz nr 2. i 4.
- Esja UMFK Reykjavík - Skautafélag Akureyrar 3:0 (4:3 d., 3:2, 4:3 k.)